# Henri Ikonen
Henri Ikonen, född 17 april 1994 i Nyslott, är en finländsk professionell ishockeyspelare som spelar för Jokerit i KHL.